# Kirche Pripsleben

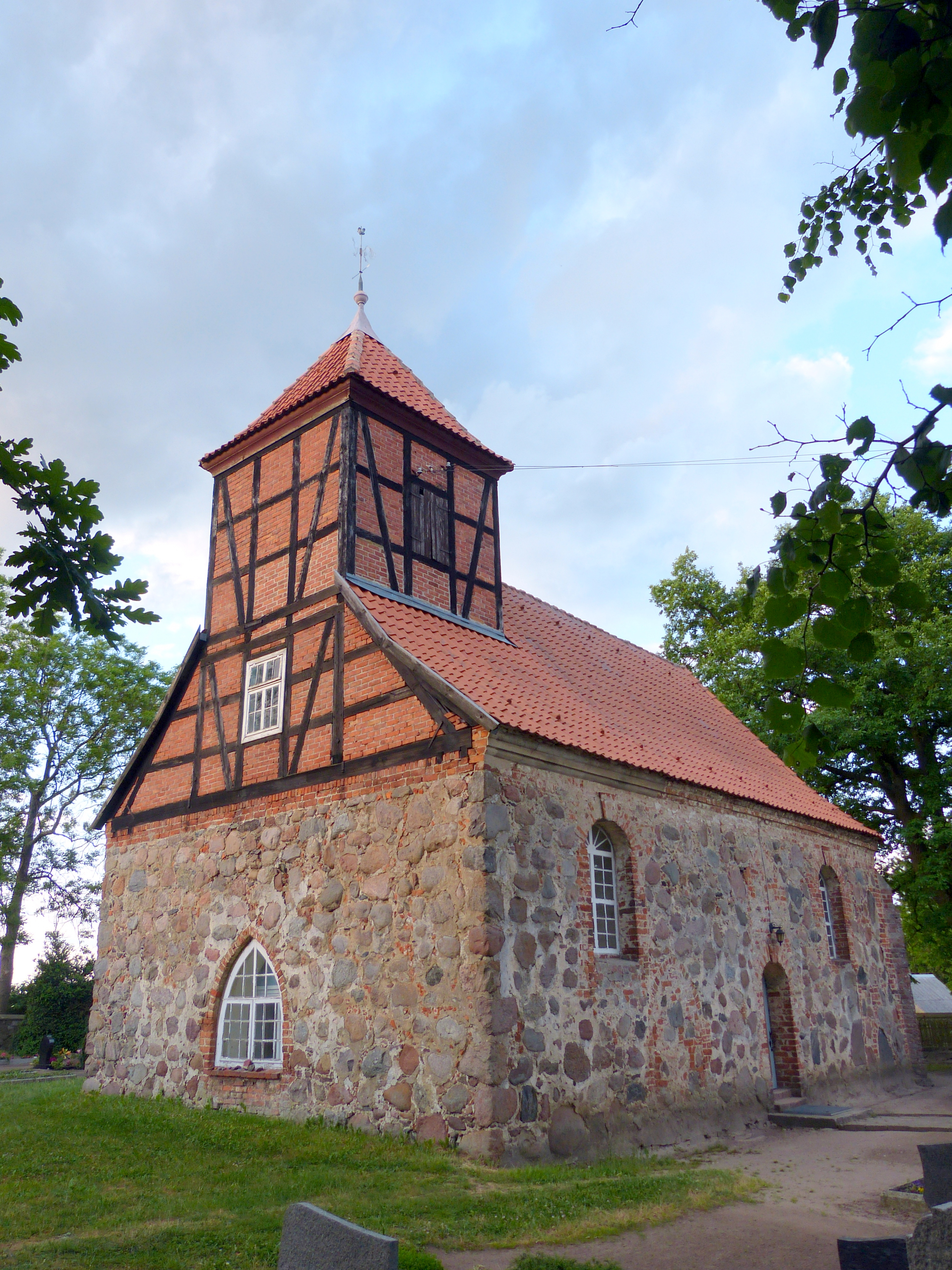
Kirche Pripsleben

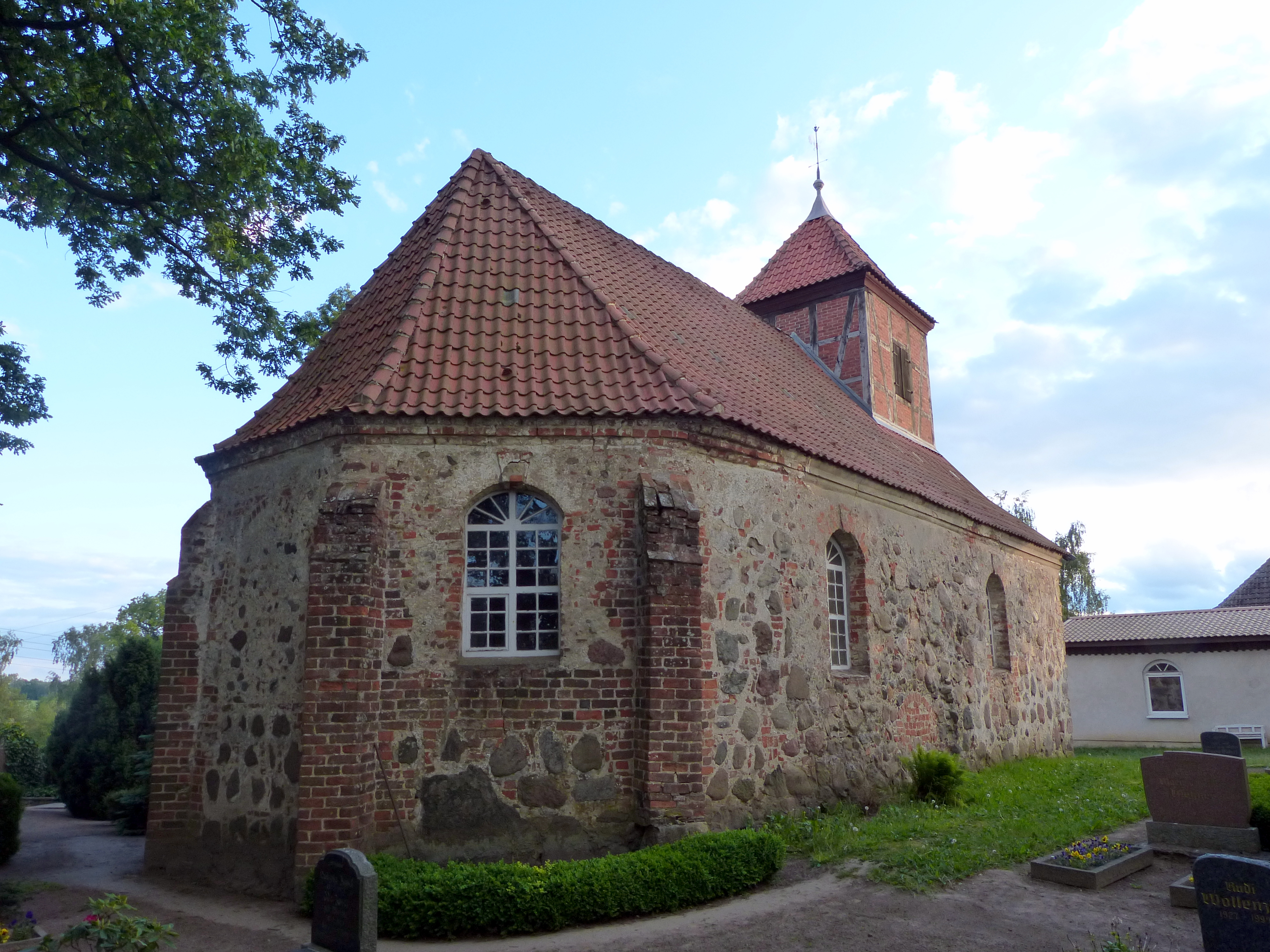
Chor und Nordseite

Die Kirche Pripsleben ist ein Kirchengebäude in Pripsleben im Landkreis Mecklenburgische Seenplatte. Sie gehört zur Kirchengemeinde Altenhagen im Pommerschen Evangelischen Kirchenkreis.

## Geschichte und Architektur
Von 1245 ist die älteste Erwähnung einer Kirche in Pripsleben erhalten.
Die heutige Kirche ist ein spätmittelalterlicher Feldsteinbau aus dem 15. Jahrhundert. Der Chor ist dreiseitig geschlossen und an den Ecken durch Strebepfeiler verstärkt. Am Westgiebel befindet sich ein aufgesetzter quadratischer Fachwerkturm mit Zeltdach, der 1907 gebaut wurde.
Die Pripslebener Kirche war zunächst eine eigenständige Pfarrkirche. Zeitweise gehörte sie zur Treptower Kirche, bevor sie schließlich im 18. Jahrhundert Tochterkirche von Altenhagen wurde.
1969 wurde unter der Empore eine Winterkirche eingerichtet. Der Innenraum wurde 1999 renoviert.

## Ausstattung
Die Kirche hat innen eine flache Holzdecke. In der zweiten Hälfte des 18. Jahrhunderts wurde der Kanzelaltar mit Schranken gefertigt. Die Orgel wurde 1908 von Felix Grüneberg als Opus 569 gebaut, der Prospekt ist möglicherweise von etwa 1850.
Wahrscheinlich stammt die Glocke aus dem 15. Jahrhundert, wie aus deren Meisterzeichen geschlossen wird, das auch auf Glocken der Kirche in Krien und auf 1489 datiert in Werder (bei Altentreptow) vorgefunden wurde.